# 令子內親王
令子內親王承曆二年（1078年） - 天養元年四月（1144年），又被稱為二条大后、二条之后、二条太皇太后等，死後稱二条大宮。為72代白河天皇之女三宮，母親是中宮藤原賢子，同母姐弟妹有；一宮敦文親王、郁芳門院媞子內親王、善仁親王、土御門齋院禛子內親王等。

## 二条內親王
令子內親王出生於白河天皇朝承曆二年，卻於一年之後才獲內親王宣下，但卻於一年之後被送出宮撫養，由生母藤原賢子之養母—藤原師實之妻源麗子所撫養（也就是令子內親王的養祖母）。承曆四年特封五百戶封戶，當時一品內親王的封戶最多只有400戶，令子內親王的封戶卻超出100戶之多。
白河天皇朝應德元年九月，中宮藤原賢子驟逝，帶給白河天皇無限悲痛，據史載曰；「帝（白河帝）哀慟，抱屍（賢子）不去」。在這三個月之後，令子內親王准三宮宣下，兩年後，她的同母弟善仁親王即位為第73代天皇堀河天皇，而令子內親王則於二年後成為賀茂齋院，令子內親王時年12歲。
到了第10年，令子內親王以病退職。返回京都後，於堀河天皇朝康和六年，令子內親王29歲，搬出宮中前往自己的新邸—二条堀川邸居住，此後被稱為二条內親王。

## 二条皇后
一年之後，令子內親王30歲，但弟弟堀河天皇卻以29歲的英年突然崩御，遺下唯一的4歲皇子—宗仁親王，宗仁親王繼父帝堀河天皇之後，成為第74代天皇—鳥羽天皇，但因年幼，而以白河上皇之命，於鳥羽天皇朝嘉承二年，由令子內親王以鳥羽天皇姑母之身分再度入內，並且皇后宮宣下，成為鳥羽天皇之準母，以便照拂。
原本，令子內親王入宮後的名號，應該和在她之前的同母姊—媞子內親王一般為中宮，但前任中宮，即堀河天皇之遺孀的篤子內親王，在出家之後仍繼續享有中宮職的承職，因此令子內親王只稱皇后宮，這也形成一成例，即；「非天皇配偶的內親王皇后宣下，稱皇后宮」。而入宮後，原本二条內親王的令子內親王，便改號為二条皇后。

## 二条太皇太后
鳥羽天皇即位第14年讓位於顯仁親王，即位為75代崇德天皇，往後過了十幾年，令子內親王唯一在世的直系血親—父帝白河上皇崩御，以退位的鳥羽上皇和崇德天皇父子間的不和也漸漸浮上檯面，原因是鳥羽上皇質疑崇德天皇是否為自己的親生子，最後身為上院的鳥羽上皇以權力逼迫崇德天皇在1142年讓位於體仁親王（因鳥羽上皇確信這是自己的親生兒子）。
而為了報復被懷疑失真的中宮藤原璋子，因此諷刺的將白河上皇之妾侍藤原泰子迎立為皇后。也因為藤原泰子的皇后宣下，於是令子內親王便退出皇后宮之位，以57歲之齡，於嘉承三年（1108年）成為太皇太后，從此通稱二条之后、或二条太皇太后等。

## 二条大宮
令子內親王的從原本的二条皇后，越過皇太后直接尊為太皇太后，首開先例。崇德天皇朝大治五年（1130年）削髮出家為尼。之後到了1142年，崇德天皇退位，體仁親王繼位為76代近衛天皇，而令子內親王時年64歲。
二条之后的令子內親王，在天養元年（1144年）四月，以67歲之齡病逝，與生母藤原賢子和同母姊—媞子內親王一同長眠上醍醐陵中，稱二条大宮。